# Javier Canosa
Javier Canosa Schack, (Madrid, España, 28 de febrero de 1983) es un exjugador de rugby que jugó en las filas del CRC Pozuelo, su club de toda la vida. Su posición habitual en el campo fue de centro, aunque en sus inicios empezó jugando de ala. 
Es considerado una de las grandes figuras del rugby español.
Javier debutó con la selección española de rugby partiendo como suplente el 27 de abril de 2003 en Fort Lauderdale en el partido de vuelta de clasificación para la Copa del Mundo de Rugby donde se perdió por 58-13, frente a la selección estadounidense, eliminatoria que ya quedó sentenciada en la ida tras perder la selección por un contundente 13-62 en el Campo Central de la Ciudad Universitaria.
Actualmente la selección disputa el 6 Naciones B.

## Carrera profesional
La carrera deportiva de Javier Canosa comienza en el club de rugby de su lugar natal, Madrid, el Real Canoe NC (que posteriormente pasará a denominarse UCM Madrid 2012, CRC Madrid, y finalmente CRC Pozuelo) donde resultan ganadores de la División de Honor. Tras su temprana evolución, se interesan por él varios clubes extranjeros del panorama profesional del rugby europeo, pero finalmente decide continuar en España para concluir sus estudios universitarios. Su progresión le hace debutar con la selección absoluta de rugby a XV en la clasificación para el mundial de 2003 y de rugby a 7, siendo habitual de ambas desde su debut.

### Clubes
| Temporada(s) | Club                                     | Partidos | Titular | Puntos | Ensayos |
| ------------ | ---------------------------------------- | -------- | ------- | ------ | ------- |
| 2000-02      | Real Canoe N. C.                         | ?        | ?       | ?      | ?       |
| 2002-04      | UCM Madrid 2012                          | ?        | ?       | ?      | ?       |
| 2004-12      | C. R. C. Madrid                          | 110      | ?       | 282    | ?       |
| 2012-14      | C. R. C. Madrid-Rugby Atlético de Madrid | 11       | 11      | 40     | 8       |
| 2014-23      | CRC Pozuelo                              | ?        | ?       | ?      | ?       |
| 2009         | Gatos de Madrid                          | ?        | ?       | ?      | ?       |
| 2009         | Olympus XV Madrid                        | 6        | 5       | 0      | 0       |

Estadísticas.

### Selecciones

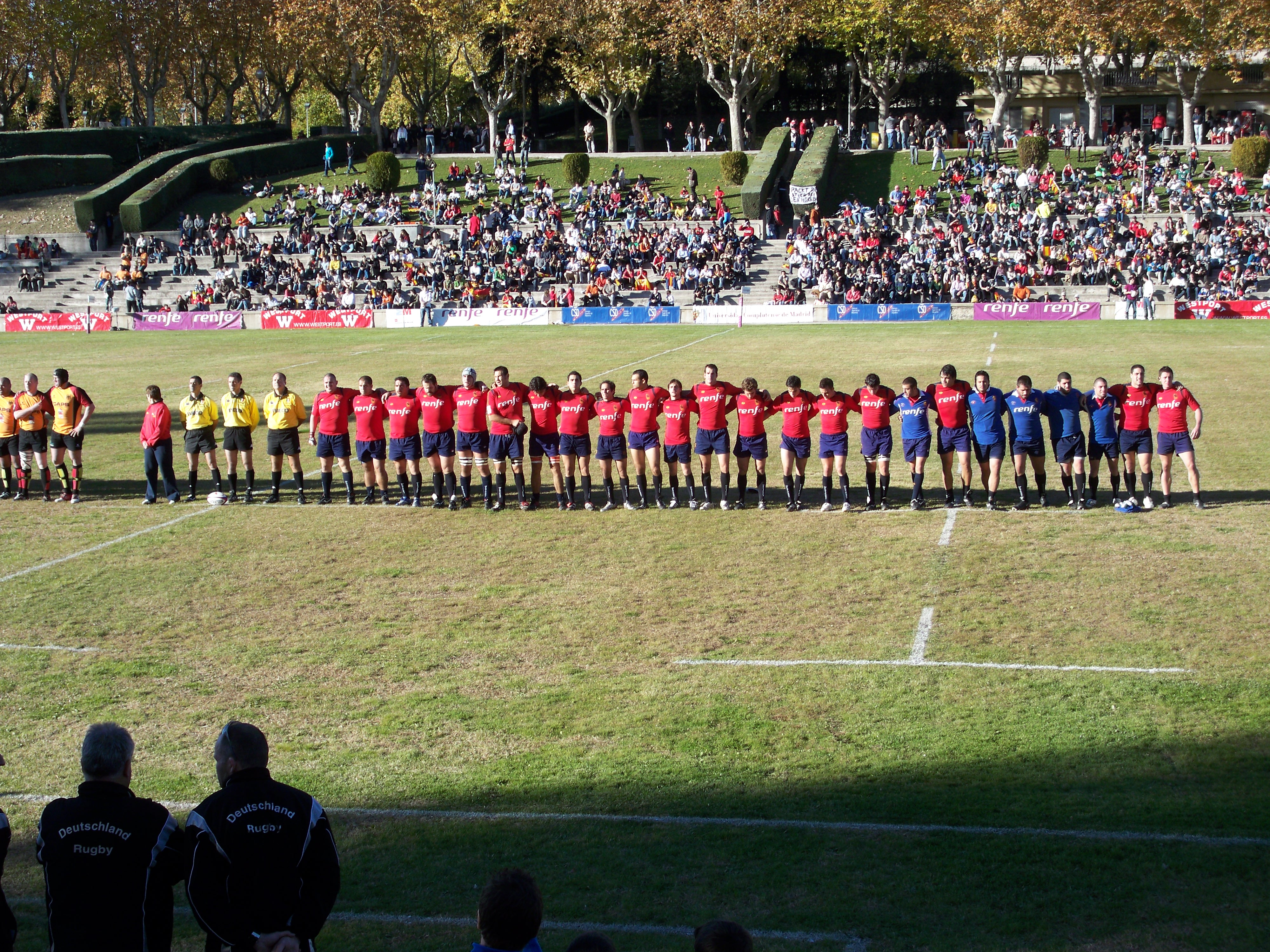
Partido España-Alemania celebrado en Madrid.

Ha participado desde 2003 en múltiples partidos con la selección española, donde ha jugado las fases de clasificación para el Mundial de 2003, el Mundial de 2007 y el Mundial de 2011 en las que no se consiguió plaza.
Dos años antes de su primera participación con la selección absoluta de rugby a XV, debutó con la selección (también en categoría absoluta) de rugby a 7, con la que ha jugado varios partidos. En la absoluta, ha llegado además a ser capitán en un partido.
En 2009, tras una larga temporada de clubes, donde se proclama campeón de la Liga, la Copa de Rey y de la Liga Superibérica, obtuvo el cuarto puesto en el Europeo de Rugby a 7 que se celebró en Hannover (Alemania) los días 11 y 12 de julio resultando además elegido como mejor jugador del torneo. "Es el broche de oro a una temporada de ensueño, no me lo esperaba".
Este cuarto puesto fue sumamente importante debido a la cantidad de lesiones que plagó a la expedición española, como él mismo manifestaba, "ha sido un torneo muy duro. Las lesiones nos han mermado desde el primer encuentro disputado con Italia. Esto nos ha llevado a realizar un esfuerzo físico extraordinario", y aun así, se consiguió ganar a los grandes dominadores de la especialidad y defensores del título: Portugal.
El 25 de marzo de 2012 consigue la clasificación para disputar la totalidad de la Serie Mundial Seven de la temporada 2012-13 con la Selección de Rugby Seven al acabar en segundo puesto en el Seven de Hong Kong. Lo que significa entrar en la élite del Rugby Seven, cuya disciplina será olímpica por primera vez en los Juegos de 2016 que se celebrarán en Río de Janeiro.
El día 13 de octubre, partió con la Seven rumbo a Australia para su debut en la Serie Mundial de 2012-13. El primero de los eventos de la temporada se celebró en Australia...
| Inicio | Selección | Partidos | Titular | Puntos | Nota  |
| ------ | --------- | -------- | ------- | ------ | ----- |
| 2003   | XV        | 50       | 40      | 20     | [ 7 ] |
| 2001   | Seven     | 220      | ?       | ?      |       |

## Palmarés

### Individual
- 1 Mejor Jugador Campeonato de Europa Rugby A 7

### Clubes
- 2 Ligas de División de Honor: 2000 y 2009 (CRC Madrid)
- 1 Liga Superibérica: 2009 (Gatos de Madrid)
- 5 Copas del Rey: 2001, 2002, 2003, 2008 y 2009[10] (CRC Madrid)
- 2 Supercopas de España: 2008 y 2009 (CRC Madrid)

### Selecciones
- 46 participaciones con la selección española
- 20 puntos con la selección: 0 drop goals, 4 ensayos y 0 conversiones
- Subcampeón Serie Mundial de Seven de la IRB de segunda categoría
- Cuarta plaza 6 Naciones B (2006-2008)
- Quinta plaza 6 Naciones B (2008-2010)
- Cuarta plaza 2010 Seven's European Cup[11]
- Tercera plaza 2011 - Grand Prix Series[11]